# Sunday Omobolanle
Sunday Omobolanle es un actor cómico, dramaturgo, director y productor de cine nigeriano.

## Biografía
Omobolanle nació el 1 de octubre de 1954 en Ilora, una ciudad en el suroeste de Nigeria, Estado Oyo. Es padre de Sunkanmi Omobolanle, actor y director de cine nigeriano.

## Carrera
Ha escrito, dirigido, producido y presentado diversas películas como Adun Ewuro. En reconocimiento a sus contribuciones a la industria cinematográfica nigeriana, Olusegun Obasanjo, expresidente de la República Federal de Nigeria, le concedió el grado de miembro de la Orden del Níger.

## Filmografía
- Adun Ewuro (2011)
- Konkobilo
- Oba Alatise